# Llista de banderes municipals de l'Alt Camp
Llista de les banderes oficials dels municipis de la comarca de l'Alt Camp.
| Alió               | Bandera d'Alió                 |
| Figuerola del Camp | Bandera de Figuerola del Camp  |
| Bandera de la Masó | Bandera de la Masó             |
| Pla de Santa Maria | Bandera del Pla de Santa Maria |
| Pont d'Armentera   | Bandera del Pont d'Armentera   |
| Puigpelat          | Bandera de Puigpelat           |
| el Rourell         | Bandera del Rourell            |
| Vallmoll           | Bandera de Vallmoll            |